# GM New Look
Le GM New Look est un autobus urbain introduit en 1959 par la division Camions et autobus de General Motors et fabriqué jusqu'en 1986. Près de 45 000 autobus New Look ont été construits. Ses chiffres de production élevés et sa longue carrière de service en ont fait un autobus emblématique en Amérique du Nord. Le design est breveté par Roland E. Gegoux et William P. Strong.